# Reiner Ponschab
Reiner Ponschab (* 5. September 1943 in Peking, China) ist ein deutscher Rechtsanwalt und Wirtschaftsmediator.

## Leben
Von 1962 bis 1968 studierte er Jura an den Universitäten München und Freiburg und promovierte 1975 im Völkerrecht an der Universität Tübingen. Außerdem war er Fachanwalt für Steuerrecht.
Neben dem Jurastudium studierte er Psychologie an der Universität München und belegte an der Harvard Law School Kurse in Negotiation und Mediation. Er absolvierte Ausbildungen in Transaktionsanalyse, Systemischer Beratung und NLP.
Ab 1974 arbeitete er als Rechtsanwalt u. a. für KPMG und PwC mit Schwerpunkten im Wirtschafts- und Steuerrecht und der Wirtschaftsmediation. Seit 2005 ist er Of counsel der Heussen Rechtsanwaltsgesellschaft mbH.
Er hat bzw. hatte Lehraufträge an der Neuen Bulgarischen Universität in Sofia/Bulgarien, der Universität Bielefeld, der Hochschule Biberach und der China University of Political Science and Law in Peking. Er war zudem Mitglied im Ausschuss für außergerichtliche Konfliktbeilegung im Deutschen Anwaltverein. Ponschab ist Mitglied des Vorstands des Europäischen Instituts für Conflict Management e.V. (EUCON) und Vizepräsident des Deutschen Forum für Mediation (DFfM) e. V.
2005 erhielt er für sein Lebenswerk den Sokrates-Preis für Mediation der Centrale für Mediation.

## Veröffentlichungen
- Kooperation statt Konfrontation. Schmidt, Köln 1997.
- Mediation in der anwaltlichen Tätigkeit. In: Mediation für Juristen. Schmidt, Köln 1997.
- Institution und Verfahren der ADR im In- und Ausland. In: Handbuch für Vertragsmanagement und Vertragsgestaltung. Beck, München 1997.
- Der Verhandler. In: Juristen im Spiegel ihrer Stärken und Schwächen. Schmidt, Köln 1998.
- Verhandlungsführung. In: Heussen: Handbuch zur Außergerichtlichen Konfliktlösung. Luchterhand, Neuwied 1999.
- ConflictManagementDesign. In: Schlieffen, Haft: Handbuch Mediation. Beck, München 2002.
- Die Streitzeit ist vorbei – Wie Sie mit Wirtschaftsmediation schnell, effizient und kostengünstig Konflikte lösen. Junfermann, Paderborn 2004.
- mit Renate Dendorfer: Mediation im Arbeitsrecht. In: Moll: Münchner Handbuch Arbeitsrecht. Beck, München 2004.
- mit Adrian Schweizer: Schlüsselqualifikationen – Softskills für Juristen. Schmidt, Köln 2008.